# Lithochromis
Lithochromis é um género de peixe da família Cichlidae.
Este género contém as seguintes espécies:
- Lithochromis rubripinnis
- Lithochromis rufus
- Lithochromis xanthopteryx